# 王欽 (弘治順天進士)
王欽（1451年—？），字曰恭，順天府固安縣（今河北省固安縣）澄清坊人。軍籍，明朝政治人物。

## 生平
明憲宗成化十年（1474年）順天府鄉試第一百九名。明孝宗弘治三年（1490年），中式三甲第六十一名進士。授刑科給事中，多有建言。後升任湖廣僉事，福建副使等職。

## 家族
曾祖王友信；祖父王貴；父王端，母楊氏。慈侍下。